# أفدييفكا
أفديييفكا (Авдіївка) هي مدينة في محافظة دونيتسك في أوكرانيا.
يبلغ عدد سكانها حوالي 37237 نسمة حسب إحصائية عام (2005).

## معرض صور

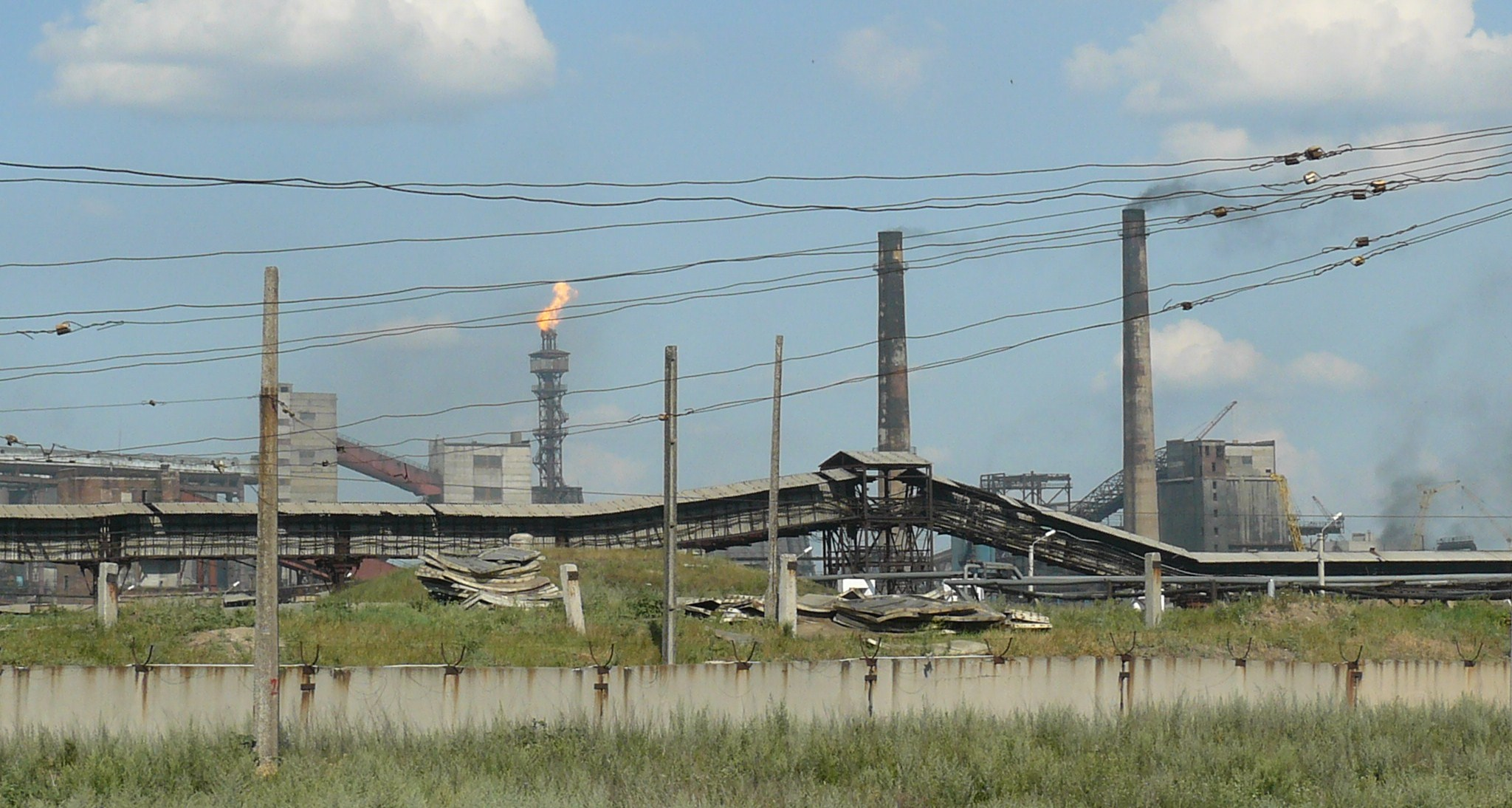
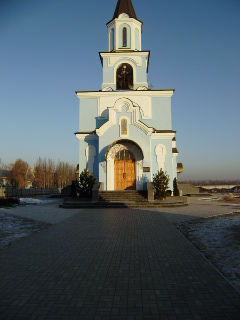
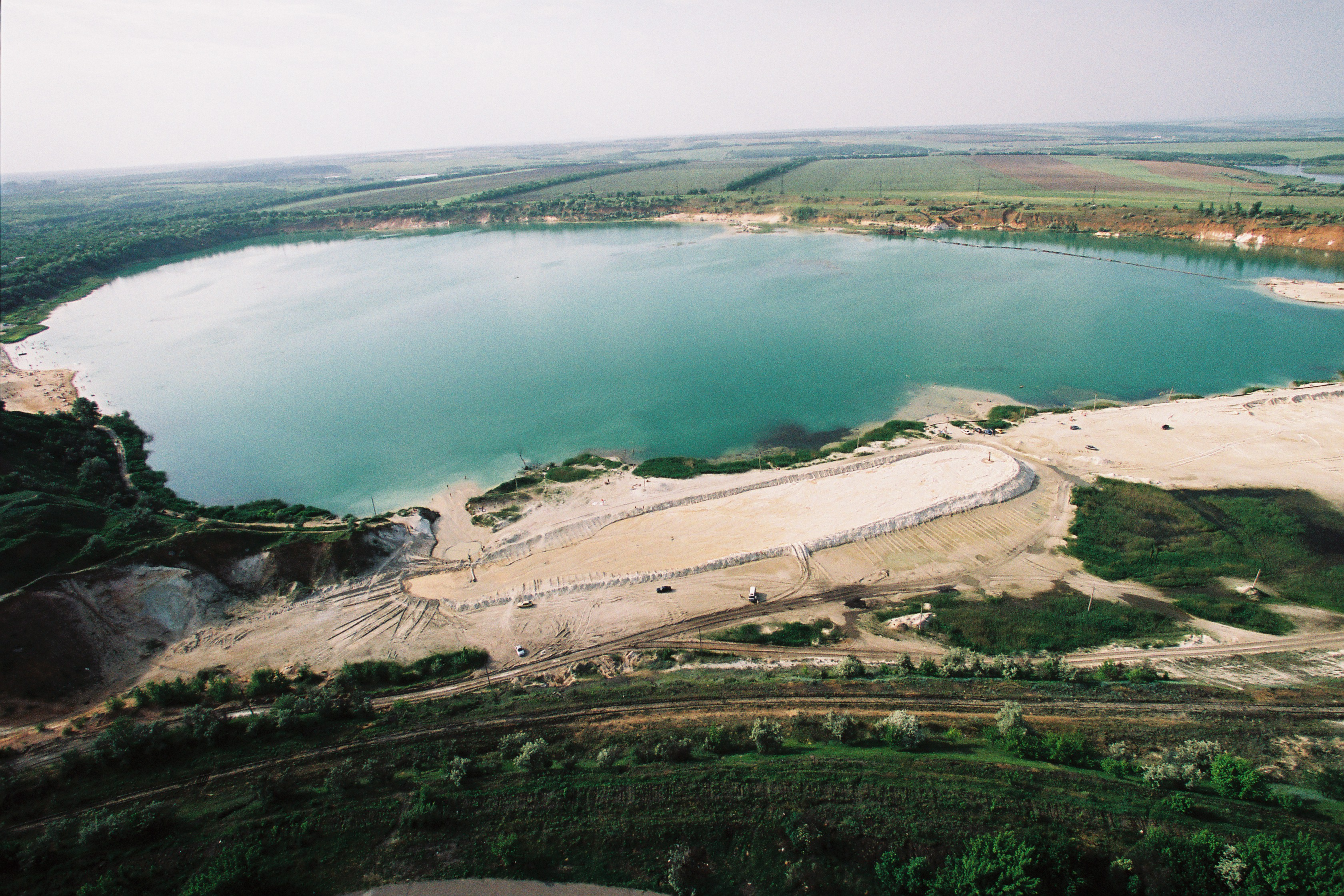
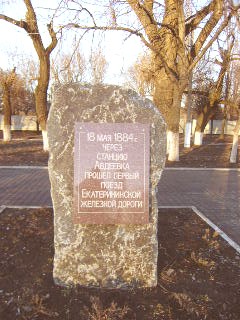
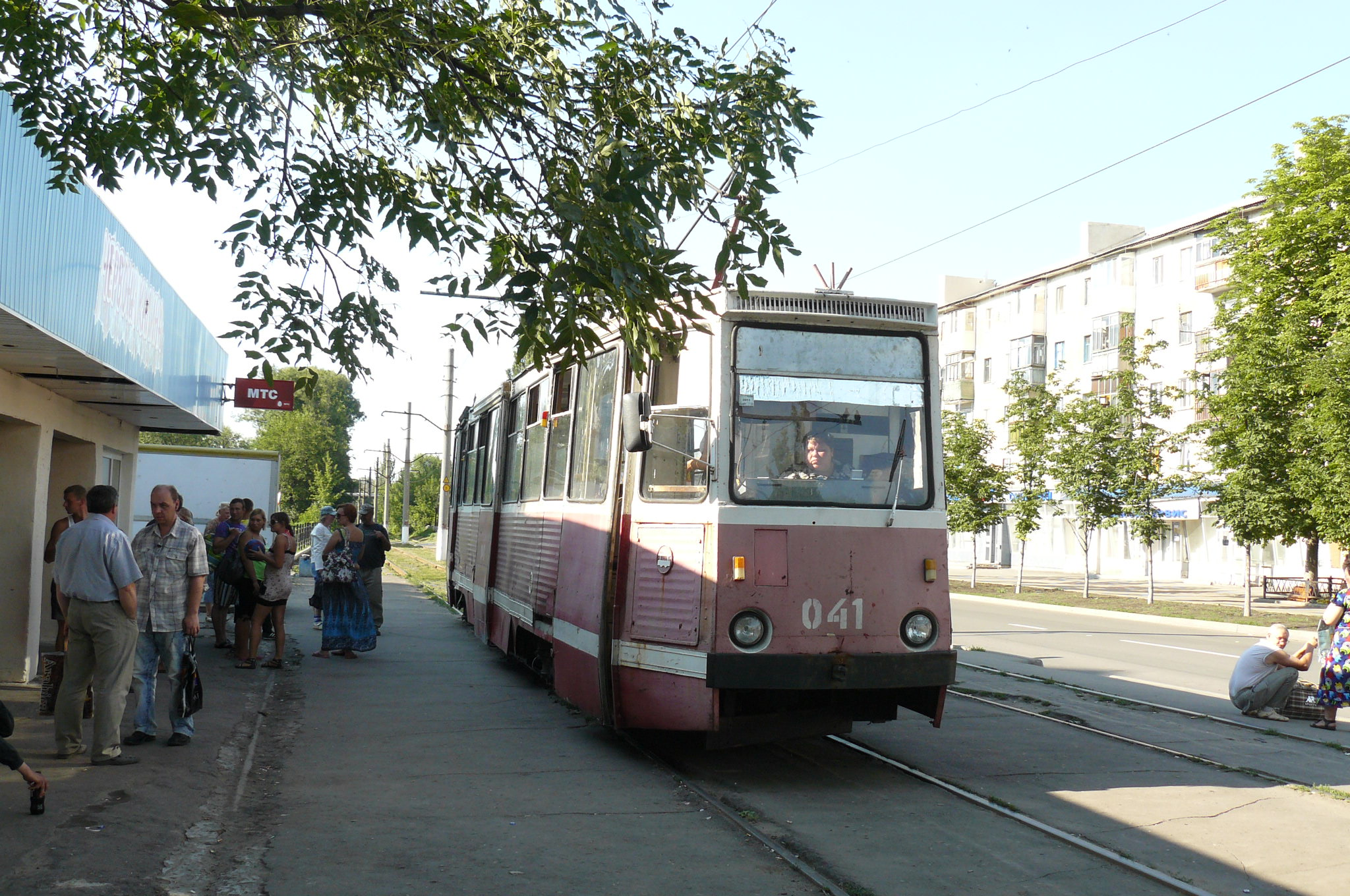

## أعلام
- أولكسي بوليانسكي
- ألكسندر نوفاك